# Glissements progressifs du plaisir
Pour plus de détails, voir Fiche technique et Distribution.
Glissements progressifs du plaisir est un film français d'Alain Robbe-Grillet sorti en 1974.

## Synopsis
Alice est accusée du meurtre de son amie Nora. L'avocate chargée de sa défense est troublée par son charme sensuel.

## Fiche technique
- Titre : Glissements progressifs du plaisir
- Réalisation : Alain Robbe-Grillet
- Scénario et dialogues : Alain Robbe-Grillet
- Montage : Bob Wade
- Musique : Michel Fano
- Photographie : Yves Lafaye
- Assistant réalisateur : Luc Béraud
- Société de production : Carlotta Films[1]
- Genre : drame
- Pays d'origine :  France
- Durée : 105 minutes (1 h 45)
- Date de sortie : 6 mars 1974
- Affiche : René Ferracci (France)

## Distribution
- Jean-Louis Trintignant : le policier
- Anicée Alvina : Alice
- Olga Georges-Picot : Nora /l'avocat
- Michael Lonsdale : le juge
- Jean Martin : l'ecclésiastique
- Marianne Eggerickx : la prisonnière blonde
- Claude Marcault : la Supérieure / le professeur de français
- Maxence Mailfort : le client à la bouteille
- Nathalie Zeiger : une pensionnaire
- Bob Wade : le fossoyeur
- Isabelle Huppert : une élève
- Catherine Robbe-Grillet (non créditée) : une religieuse
- François Jost (non crédité) : un cycliste
- Bob Wade (non crédité) : un client de prostituée

## Autour du film
- La trame s'inspire très librement de l'ouvrage de Jules Michelet paru en 1862 : La Sorcière[2]
- En Italie le film fut interdit dès sa sortie pour offense à la religion et toutes les copies furent détruites[2],[3].